# Геній і безумець
«Геній і безумець» (англ. The Professor and the Madman) — біографічна драма 2019 року про професора Джеймса Мюррея, який почав створювати Оксфордський словник англійської мови, і лікаря Вільяма Честера Майнора, який зробив найбільший внесок прикладів вживання слів, перебуваючи при цьому на лікуванні в психіатричній лікарні.

## Сюжет
У 1872 році відбувається суд над Вільямом Честером Майнером, який убив ні в чому не винного чоловіка. З'ясовується, що Вільяма мучать галюцинації й він, сприйнявши випадкового чоловіка на вулиці за переслідувача, застрелив його на порозі його ж будинку. Дружина вбитого, Еліза Меррет, лишається з шістьма дітьми. Вільяма визнають неосудним і поміщають до божевільні Бродмур. Проте він має значні статки та бажаючи спокутати свою провину, забезпечує Елізу грошима.
В 1879 філологічне товариство замислює створити найбільший словник англійської мови, для чого запрошує професора Джеймса Мюррея. Той прагне помістити до словника всі наявні англійські слова, тим самим задавши єдиний правопис і «приборкавши» мову. Редакція видавництва погоджується, що такий словник став би неоціненним здобутком, але вважає, що створити його неможливо. Джеймс шукає собі помічників і розробляє метод побудови словника від загальних тем до вужчих, супроводжуючи кожне слово прикладами використання. Проте скоро робота гальмується, для деяких слів не виявляється прикладів використання з авторитетних джерел. Джеймс розсилає по Британії оголошення із закликом шукати цитати із вказаними словами. На його розчарування, заклик переважно ігнорують, а допомога ентузіастів якщо і є, виявляється мізерною.
Вільяма продовжують мучити галюцинації, в яких його переслідує месник. Йому здається наче той вилазить із тріщин у підлозі, виникає з темряви. Якось у божевільні стається нещасний випадок — піднімна брама падає на ногу охоронцеві. Вільям, бувши лікарем, допомагає ампутувати ногу і тим самим рятує охоронцеві життя. При цьому він згадує як незаслужено поставив солдату тавро зрадника і примара того солдата тепер ввижається йому ночами. Вільяму дозволяють зайняти більшу палату й читати книги. Еліза починає купувати для нього книги та газети, адже відшкодування за вбивство її чоловіка дозволяють забути про бідність. Вільям облаштовує собі бібліотеку та розуміє, що примара відступає, коли він заглиблюється в читання. Він натрапляє на оголошення Джеймса та вирішує йому допомогти. Поки Вільям шукає цитати з потрібними словами, уявний переслідувач не турбує його.
Джеймс отримує від Вільяма тисячі прикладів і це дозволяє підготувати перший том словника. Професор бажає особисто познайомитися зі своїм помічником. Не знаючи, що Вільям в'язень божевільні, він спершу сприймає Вільяма за її головного лікаря. Вони зустрічаються, побачивши на ногах Вільяма кайдани й зрозумівши, що перед ним божевільний, Джеймс риторично запитує хто з них насправді геній, а хто безумець.
Перший том словника виходить друком, але коли стає відомо, що найбільший внесок у нього зробив божевільний, стається скандал. Видавництво погрожує усунути Мюррея, що приховав цей факт. Вільям дізнається, що Еліза не вміє читати та береться навчити її. Еліза з часом бачить, що вбивця зробив для її дітей більше, ніж її чоловік, хоч ті й ненавидять Вільяма. Збентежений її увагою, Вільям занурюється в переживання. Він не приймає того, що жінка, чоловіка якої він убив, може любити його, та вчиняє самокаліцтво. Директор видавництва вирішує скористатись цим аби завадити роботі Джеймса. Він підкупляє лікаря, щоб Вільяма ввели в каталепсію. Таким чином словник лишається без головного дописувача.
Джеймс стає одержимий ідеєю завершення словника. Він намагається повернути Вільяма, але безрезультатно. Еліза приходить на засідання філологічного товариства, де намагається переконати знову залучити Вільяма, та її слова не переконують присутніх. Тоді Джеймс вирішує звернутись до Вінстона Черчилля, котрий пропонує вихід. Оскільки Вільям має американське громадянство, його можна вислати до США, звідки той зможе листуватись із Джеймсом.
Згодом Вільям, бачачи на вулиці дітей, схожих на дітей Елізи, визнає, що любов сильніша за будь-яке зло — вчинене свідомо чи несвідомо. Він продовжує надсилати за океан листи, а Джеймс — працювати над словником, що був завершений аж в 1928 році.

## У ролях
| Актор           | Роль                 |
| --------------- | -------------------- |
| Мел Гібсон      | Джеймс Мюррей        |
| Шон Пенн        | Вільям Честер Майнор |
| Наталі Дормер   | Еліза Мерретт        |
| Едді Марсан     | Манчі                |
| Дженніфер Елі   | Ада Мюррей           |
| Джеремі Ірвін   | Чарлз Голл           |
| Девід О'Гара    | Черч                 |
| Йоан Гріффідд   | Генрі Бредлі         |
| Брендан Патрікс | Вінстон Черчилль     |
| Стівен Діллейн  | Річард Браян         |
| Стів Куган      | Філіп Літтелтон Гелл |
| Лоуренс Фокс    | Біслі                |
| Ейдан Мак-Ардл  | Кларк                |
| Ентоні Ендрюс   | Бенджамін Джовітт    |

## Створення фільму

### Виробництво
Знімання фільму почались у вересні 2016 року і проходили в Дубліні.

### Знімальна група
- Кінорежисер — Фархад Сафінія
- Сценарист — Джон Бурмен, Тодд Комарніцкі, Фархад Сафінія
- Кінопродюсер — Ніколас Шартьє, Гастон Павлович
- Композитор — Беа Мак-Крірі
- Кінооператор — Каспер Таксен
- Кіномонтаж — Дайно Джонсатер
- Художник-постановник — Том Конрой
- Артдиректор — неназома Мак-Неймі
- Художник-декоратор — Анка Рафан
- Художник-костюмер — Еймер Ні Маолдомхней
- Підбір акторів — Деніел Габбард[4]

## Сприйняття
Фільм отримав переважно позитивні відгуки. На сайті Rotten Tomatoes оцінка стрічки становить 39 % позитивних відгуків від критиків (середній бал 5,5/10) і 80 % від глядачів із середньою оцінкою 4/5. Середня оцінка на Internet Movie Database — 7,2/10.
Елізабет Керр у «The Hollywood Reporter» похвалила операторську роботу та костюми, але монтаж і музику назвала невдалими. Гібсон і Пенн, згідно з критичним висновком, підходять до сюжетного матеріалу з протилежних кінців спектру акторської філософії, і їхні персонажі однаково цікаві. Проте «іронією долі, для фільму про слова, діалоги оживають лише в рідкісних випадках».
Джей Вайсберг у «Variety» зауважив, що коли книга-першоджерело вийшла друком у 1998 році, чимало рецензентів думали про її екранізацію. Книгу було б важко екранізувати без додавання в біографію Мюррея та Майнора частки романтики. Та результатом став фільм, де операторська робота справляється з оповіддю краще за сценарій. А головним недоліком є «виснажлива партитура, повсюдність якої приводить уважних глядачів до висновку, що продюсери не довіряли зображенням і вважали, нібито насичена музика була єдиним способом викликати емоції». Також фільм містить деякі історичні помилки. Наприклад, Триніті-коледж видається за Оксфорд.
Анастасія Сохач з ITC.ua писала: «Геній і безумець» здається фільмом, який приверне увагу переважно філологів, але насправді стрічка про двох абсолютно різних чоловіків, яких поєднала робота над однією масштабною справою, може торкнутися й тих, хто ніколи не працювали зі словом. «Це гідна екранізація, подекуди прикрашена художніми банальностями, які не псують її».